# Maharadzsa

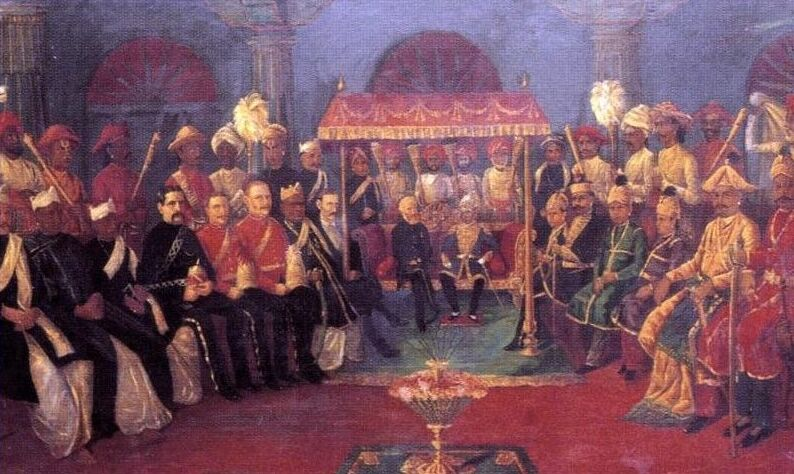
Brit tisztviselők és maharadzsák

A mahárádzsa (szanszkrit: महा-राज ’nagy király’, hindí nyelven és más népnyelveken inkább mahárádzsá, a szkt. राजन् rádzsan 'király' önálló alanyesete राजा rádzsá analógiájára) indiai uralkodói cím, amelyet hindu vallású uralkodók viseltek, akik egy-egy jelentősebb területet, államalakulatot kormányoztak. Női változata a mahárání (महारानी). A rádzsától a rangja, területének jelentősége különbözteti meg, de nincs vele alá-fölérendeltségi viszonyban. Egyes területek ura rádzsá, másoké mahárádzsa. Muszlim vallású megfelelője a naváb (magyarul nábob alakban is ismert).
Legfőbb uralkodói címként – császárként – nem volt használatban. Ez utóbbi védikus alakja a szamrát vagy szamrádzs (női megfelelője a szamrádzsnyí [सम्राज्ञी]), illetve a csakravartin (चक्रवर्तिन्). Az indiai muszlim uralkodók a szultán (Delhi Szultanátus) és  a padisah vagy sahinsah (Mogul Birodalom) címeket használták, míg Brit Indiában, a gyarmati uralom (British Raj) idején az India császára (Emperor of India), vagy Viktória királynő esetében az India császárnője (Empress of India) címet.

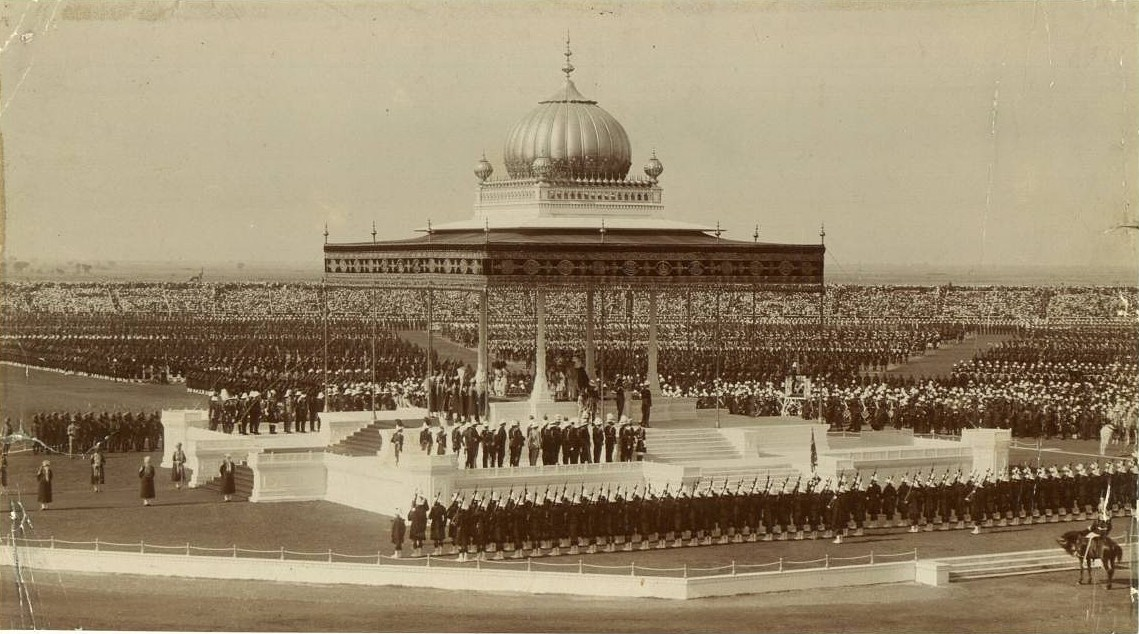
A monumentális, birodalmi pompában tobzódó 1911-es Delhi durbar császári pavilonja, melyben V. György, mint India császára fogadta az indiai uralkodók, maharadzsák, rádzsák, navábok, nizámok alattvalói hódolatát.